# Parque Nacional dos Campos Amazônicos

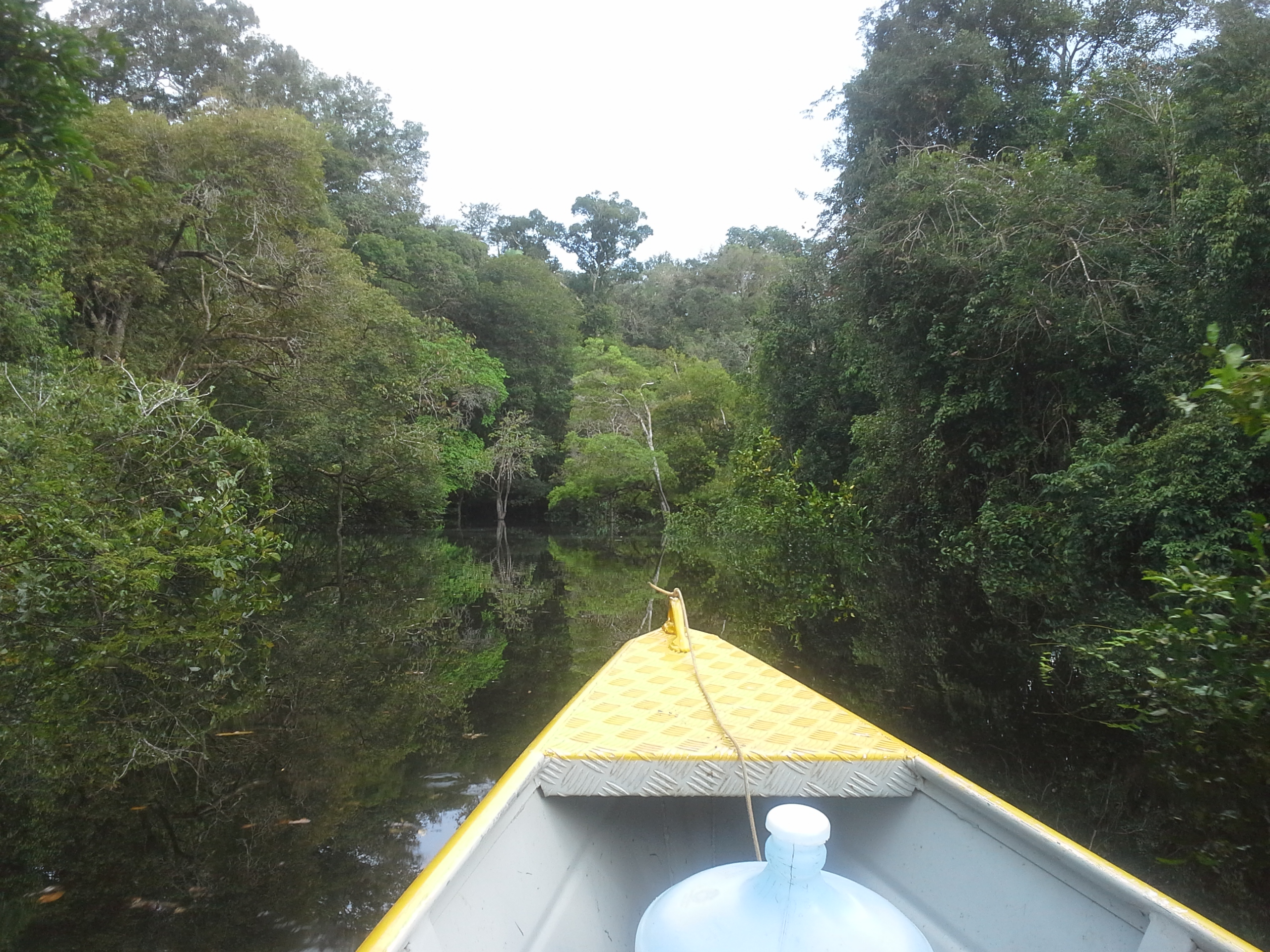
imagem do Parque Nacional dos Campos Amazônicos

O Parque Nacional dos Campos Amazônicos é um parque nacional brasileiro localizado no Amazonas e Rondônia. Protege encraves de Cerrado na floresta Amazônica. Mesmo não sendo totalmente implementado, já apresenta intensa visitação.

## Localização
O Parque Nacional dos Campos Amazônicos abrange partes dos municípios de Novo Aripuanã (66,69%), Manicoré (14,73%) e Humaitá (5,01%) no Amazonas, Machadinho d'Oeste (12,91%) em Rondônia e Colniza (0,38%) em Mato Grosso. Possui uma área de 961,377.77 hectares. O parque fica ao sul da Rodovia Transamazônica (BR-230), no Amazonas. Faz fronteira ao sul com o Parque Estadual de Tucumã, no Mato Grosso, e com a Floresta Estadual de Manicoré e Reserva Extrativista de Guariba, no Amazonas.
O rio Roosevelt atravessa o parque de sul a norte. O Rio Jiparaná (Rio Machado) forma o limite sul do parque em Rondônia. O terreno é geralmente plano, com alguns trechos suavemente ondulados. Está repleto de rios lentos e sinuosos. Contém partes das bacias dos rios Machado e Roosevelt, e contém as cabeceiras dos rios Marmelos e Manicoré.

## Ambiente
O Parque Nacional dos Campos Amazônicos está no bioma Amazônia. A precipitação média anual é de 2 300 milímetros. As temperaturas variam de 12 a 32 °C com uma média de 27 °C. O parque abriga um importante enclave de cerrado incluindo campos, campos sujos e cerradão nas áreas de contato com a floresta, e mata de galeria nas áreas úmidas. Ele também contém floresta tropical densa típica da Amazônia e floresta aberta. A cobertura é de 18% de floresta tropical aberta, 42% de floresta tropical densa, 12% de contato savana-floresta tropical e 28% de contato savana-formação pioneira.
Poucos estudos detalhados de flora e fauna foram realizados. O sagui Manicore (Mico manicorensis) foi descoberto na floresta. Os enclaves de savana são vistos pelos biólogos como importantes para a compreensão da dinâmica evolutiva da biota amazônica. Existe uma grande diversidade de aves. A floresta pode fornecer um terreno fértil para várias espécies de peixes comercialmente importantes. Foram observados grupos mistos de macacos-lanudos e saquês-de-nariz-branco (Chiropotes albinasus), ocorrência incomum na Amazônia.

## História
O Parque Nacional dos Campos Amazônicos foi criado por decreto de 21 de junho de 2006 com uma área de cerca de 873 570 hectares para proteger a diversidade biológica e os processos ecológicos na região entre os rios Machado, Branco, Roosevelt e Guaribas. Parte do rio Roosevelt foi excluída do parque, mas estava dentro de sua zona tampão. Se outra parte da zona tampão for excluída, a área real do parque seria de cerca de 823 mil hectares. Os assentados em áreas criadas pelo INCRA sob a lei de 15 de setembro de 1965 deveriam receber indenização. Uma portaria de 16 de junho de 2011 aprovou o plano de manejo, com a zona tampão a ser estabelecida posteriormente.
A Lei 12.678, de 25 de junho de 2012, alterou os limites dos parques nacionais da Amazônia, Campos Amazônicos e Mapinguari, das florestas nacionais de Itaituba I, Itaituba II e Crepori e da Área de Proteção Ambiental do Tapajós. Todos estes foram reduzidos em tamanho, exceto os Campos Amazônicos, que foram aumentados em 133 mil hectares, incluindo terras adicionadas e removidas. As terras excluídas também passaram a englobar a área a ser inundada pela Barragem de Tabajara para geração de energia hidrelétrica. Os terrenos excluídos na zona norte do parque serviriam para regularizar a ocupação de terras públicas e servir de local para movimentação de pessoas deslocadas pela nova área agregada ao parque. As atividades de mineração foram autorizadas na zona tampão.
Um conselho consultivo foi criado em 21 de novembro de 2012. O plano de manejo foi aprovado em 15 de maio de 2016.

## Conservação
O Parque Nacional dos Campos Amazônicos é administrado pelo Instituto Chico Mendes de Conservação da Biodiversidade (ICMBio). O parque é classificado como área protegida da IUCN categoria II (parque nacional). O objetivo é preservar um ecossistema natural de grande relevância ecológica e beleza paisagística, e apoiar a investigação científica, a educação e interpretação ambiental, a recreação ao ar livre e o ecoturismo. Especificamente protege o principal enclave de cerrado da Amazônia e contém o avanço da fronteira agrícola nesta região. O parque abriga grande biodiversidade e espécies endêmicas. As espécies protegidas incluem Leopardus tigrinus, Leopardus wiedii, Panthera onca e Pteronura brasiliensis.

O parque faz parte de um corredor ecológico, que inclui o Parque Indígena do Xingu no Mato Grosso e Pará, o Mosaico Terra do Meio no Pará, o Parque Nacional do Juruena no Amazonas e Mato Grosso, o Mosaico Apuí no Amazonas e depois o Parque Nacional dos Campos Amazônicos. O corredor pretende conter a expansão agrícola na região central da Amazônia e o desmatamento da floresta tropical. O parque é apoiado pelo Programa Áreas Protegidas da Amazônia. O parque corre o risco de ser prejudicado pela expansão da fronteira agrícola, com grilagem e queimadas, acessadas pela Rodovia Transamazônica, Rodovia do Estanho e colonos do norte de Mato Grosso.